# نشان شایستگی برای دفاع ملی
نشان شایستگی برای دفاع ملی (لهستانی: Medal Za Zasługi dla Obronności Kraju) یک نشان نظامی در لهستان است که توسط وزارت دفاع ملی لهستان اهدا می‌شود.
این مدال که در ۲۱ آوریل ۱۹۶۶ تأسیس شد و در سال ۱۹۹۱ در شکل و اهدای آن بازنگری شد، برای خدمات شایسته‌ای اهدا می‌شود که موجب تقویت ارتش جمهوری لهستان می‌شود. اعضای ارتش و کارکنان غیرنظامی لهستان واجد شرایط دریافت این مدال هستند. جایزه معادلِ این نشان که به اتباع خارجی اهدا می‌شود، نشان ارتش لهستان است.